# Jules Brunet

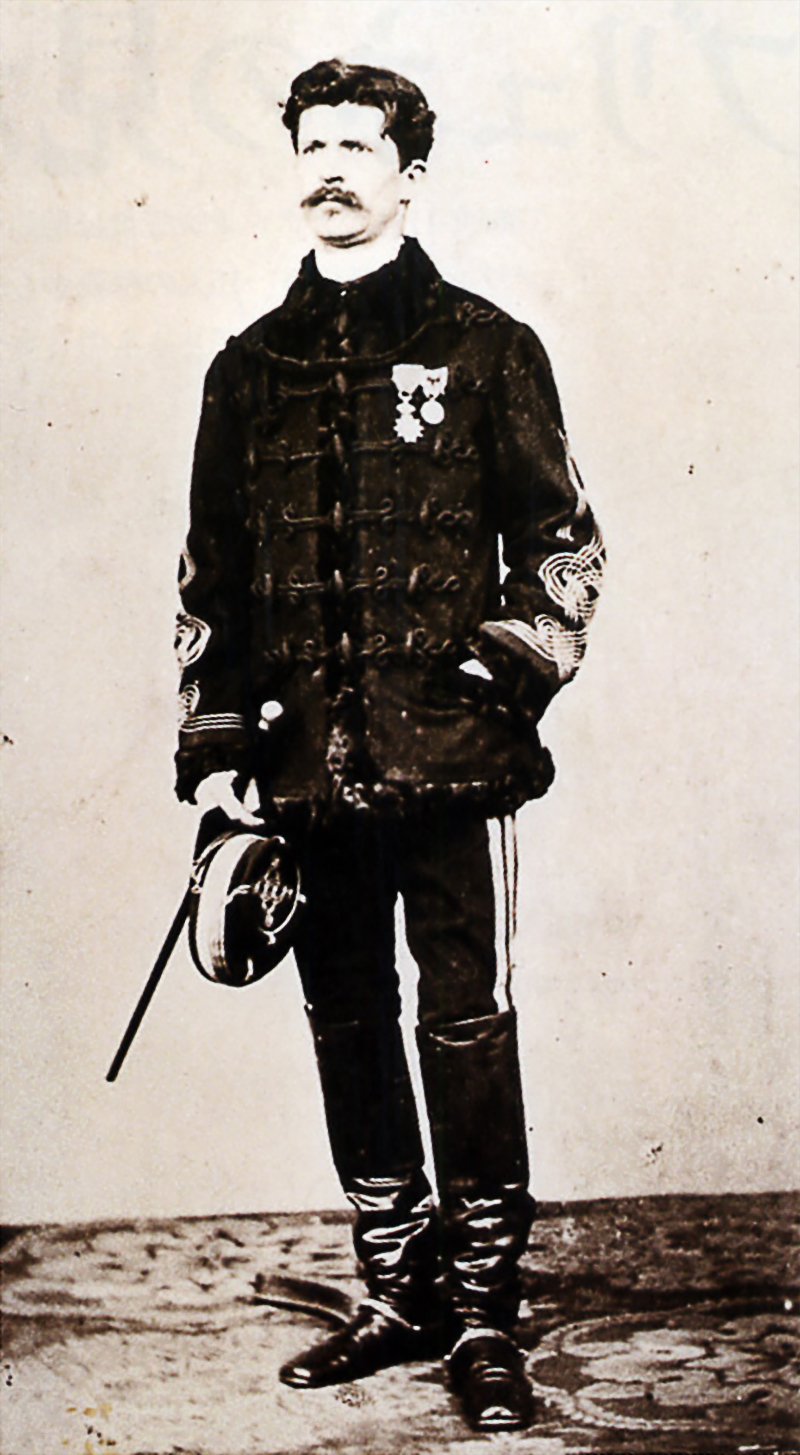
Jules Brunet auf Ezo, zu Ende des Boshin-Krieges (1869)

Jules Brunet (jap. ジュール・ブリュネ; * 2. Januar 1838 in Belfort, Elsass; † 12. August 1911 in Fontenay-sous-Bois) war ein französischer Offizier und Mitglied der Militärmission des Zweiten Kaiserreichs Frankreichs zum Japanischen Kaiserreich mit dem Ziel, die Modernisierung der Armeen des Tokugawa-Shogunates zu unterstützen.

## Leben
Brunet war ein Absolvent der École polytechnique von 1857, in der er sich auf Artillerie spezialisiert hatte.
Jules Brunet nahm zuerst an der Französischen Intervention in Mexiko (1862–1867) teil, die durch Napoléon III. veranlasst worden war. Hier erhielt er die Medaille der Ehrenlegion.
1867 wurde er mit weniger als 30 Jahren zum Hauptmann befördert.

### Erste französische Militärmission nach Japan
Brunet traf zu Beginn 1867 als Mitglied der französischen Militärmission nach Japan in Yokohama ein.
Die Militärmission hatte nur etwas mehr als ein Jahr Zeit, die Armee des Shogun Tokugawa Yoshinobu auszubilden, bevor das Tokugawa-Shogunat 1868 den Boshin-Krieg gegen die kaiserliche Armee verlor. Die Militärmission wurde dann durch kaiserliches Dekret angewiesen, Japan zu verlassen.
Jules Brunet beschloss jedoch zu bleiben. Er trat aus der französischen Armee aus und zog mit den Resten der Shogunatsarmee nach Norden, in der Hoffnung, einen Gegenangriff organisieren zu können.

### Der Hakodate-Krieg

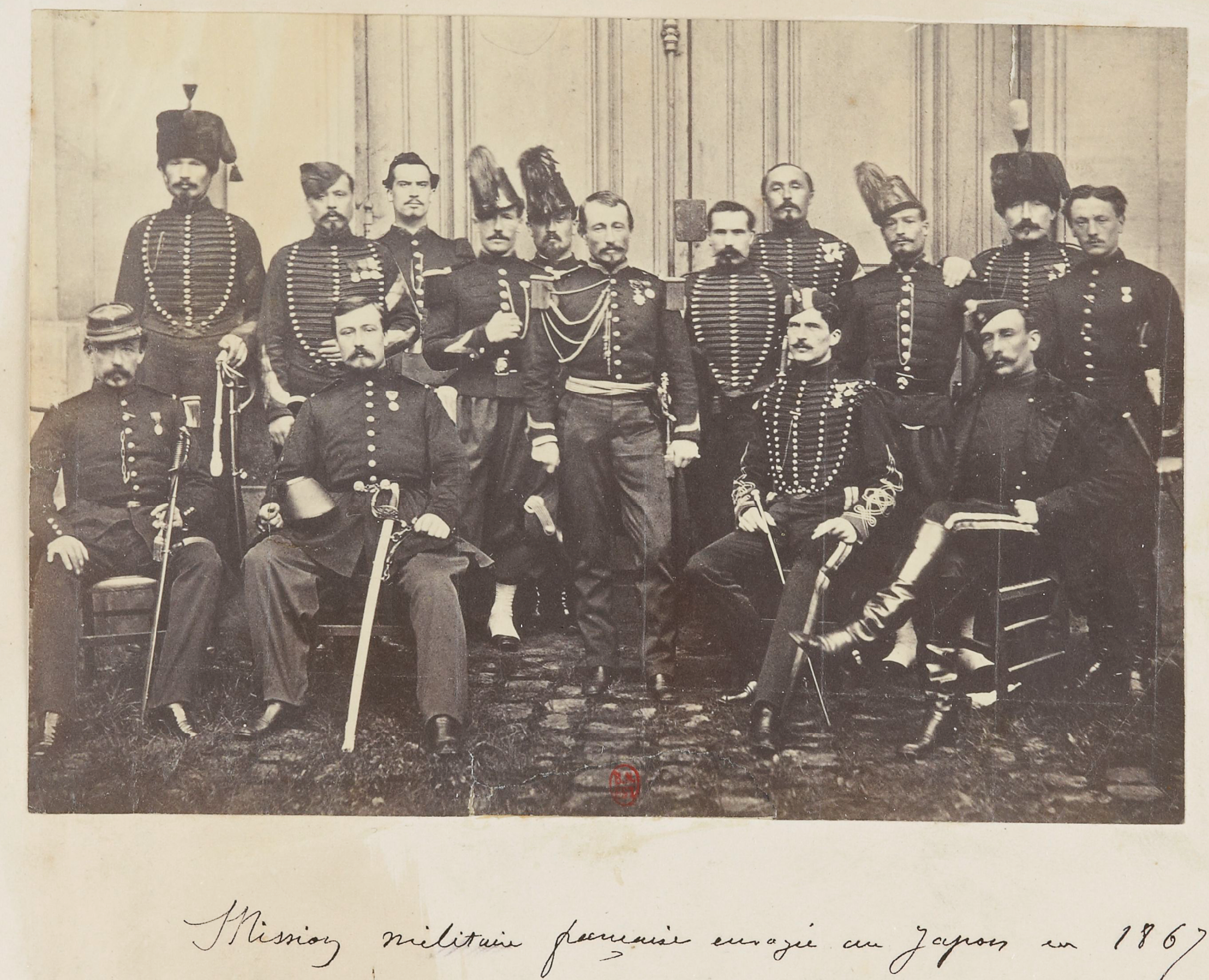
Die französische Militärmission vor ihrer Abreise nach Japan. Jules Brunet sitzt vorn, als zweiter von rechts (1867)

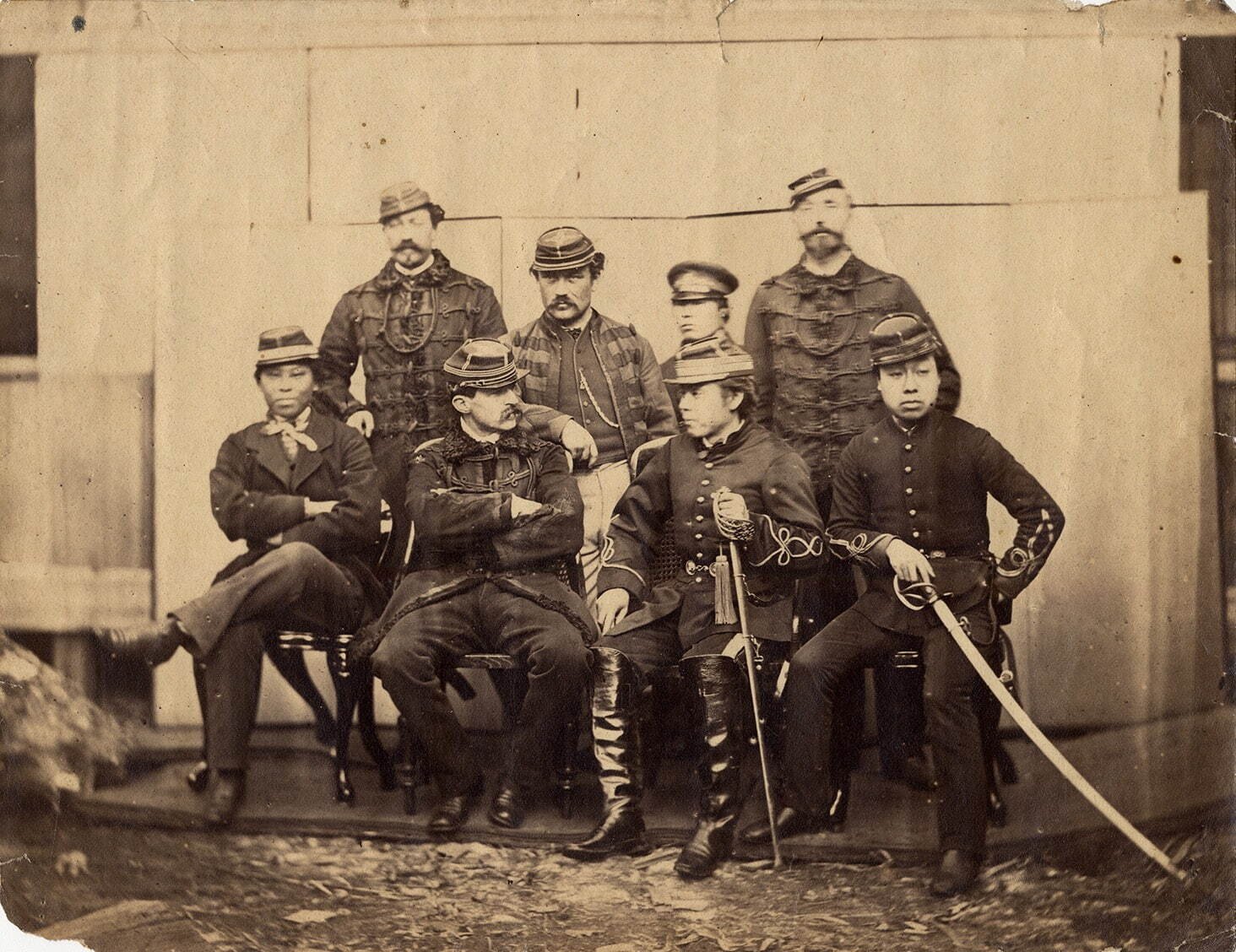
Die französischen Militärberater und ihre japanischen Alliierten. Vordere Reihe, zweiter von links: Jules Brunet, daneben Matsudaira Taro, Vizepräsident der Republik Ezo

Jules Brunet half bei der Gründung der Republik Ezo auf der Insel Hokkaidō, mit dem Admiral der Shogunats-Marine Enomoto Takeaki als Präsidenten. Er half auch bei der Organisation der Verteidigung von Hokkaidō. Die Truppen wurden unter einer gemischten französisch-japanischen Führung organisiert. Oberkommandierender war Ōtori Keisuke, gefolgt von Jules Brunet.
Nach der verlorenen Seeschlacht von Hakodate fand der letzte Kampf in der Stadt Hakodate auf Hokkaidō statt. Im Juni 1869 verloren die 800 verbliebenen Soldaten des Shogunats den Kampf gegen 8.000 Mann der kaiserlichen Armee um die belagerte Hauptfestung der Republik, Goryōkaku.

### Rehabilitation
Jules Brunet wurde von der französischen Korvette Dupleix evakuiert und zur Aburteilung vor dem Kriegsgericht zurück nach Frankreich gebracht.
In der Zeit des Deutsch-Französischen Krieges (1870–1871) wurde er rasch rehabilitiert.
1870 wurde er von den Preußen bei Metz gefangen genommen. Er nahm später am Kampf um die Pariser Kommune auf Seite der Regierungstruppen teil.
1898 stieg er zum Stabschef der französischen Armee („Chef d’Etat Major“) unter dem Kriegsminister Chanoine auf (dieser war 30 Jahre zuvor sein Vorgesetzter auf der französischen Militärmission gewesen).
Jules Brunet war teilweise Vorlage für die Gestalt des Nathan Algren in dem Kinofilm Last Samurai von 2003.